# Labuan (île)
Pour les articles homonymes, voir Labuan.
Ne doit pas être confondu avec Territoire fédéral de Labuan.
Labuan, en malais Pulau Labuan, en jawi لابوان, littéralement en français « île du Havre », est une île de Malaisie située en mer de Chine méridionale, non loin des côtes de Bornéo. Elle fait partie du territoire fédéral de Labuan dont elle constitue l'île principale.

## Géographie
De forme triangulaire, elle est relativement peu élevée avec une altitude maximale de 85 mètres. Une grande partie de sa surface est couverte de forêt tropicale. Elle abrite Victoria, la plus grande ville et capitale du territoire, desservie par l'aéroport de Labuan, donnant sur la baie de Brunei et reliée à Bandar Seri Begawan et Kota Kinabalu par ferry.

## Économie
L'île bénéficie d'un statut fiscal avantageux (correspondant à celui d'une zone franche) et elle est une destination touristique. Ces deux caractères ont incité les géographes à l'utiliser comme exemple de l'insertion de la Malaisie dans la mondialisation.

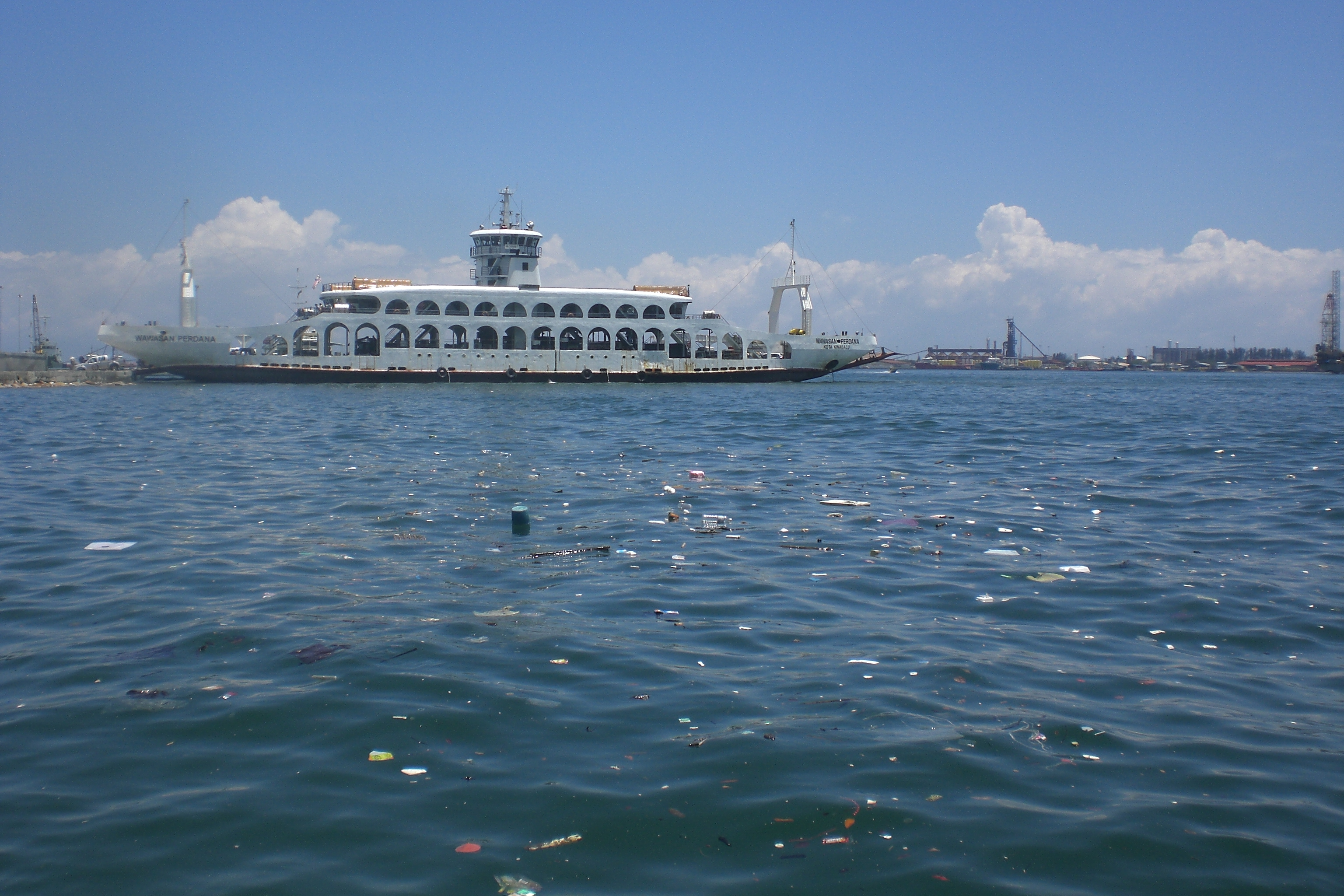
Ferry dans le port de Victoria.

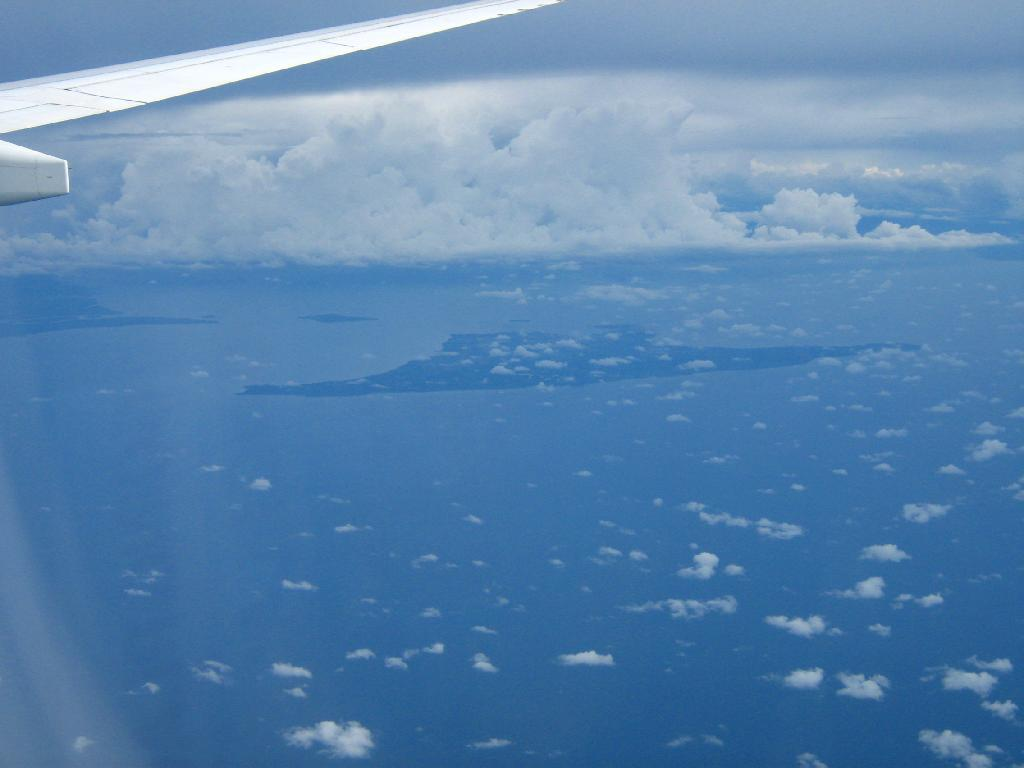
Vue aérienne de Labuan depuis un avion en approche de l'aéroport de Kota Kinabalu dans l'État de Sabah sur Bornéo.

### Bibliographie

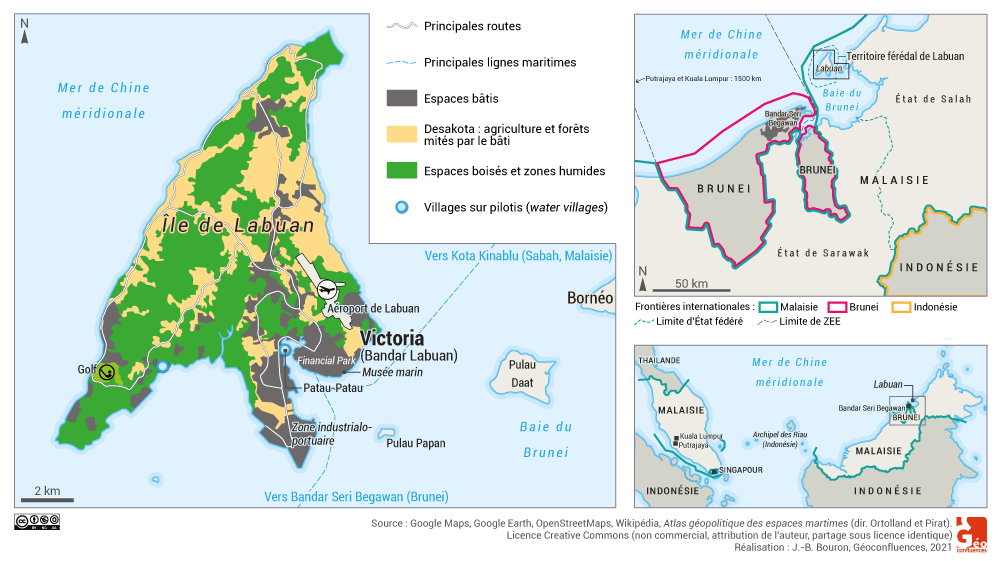
Carte de localisation de l'île de Labuan illustrant l'article de Quentin Jaboin et Étienne Ménager dans Géoconfluences.